# Pablo Calanchini
Pablo Luís Calanchini (Santa Fe, 9 gennaio 1974) è un ex rugbista a 15 italiano di origine argentina, in carriera utility back.

## Biografia
Pablo Calanchini inizia a giocare nel club Cha Roga di Santa Fe. Arriva in Italia ingaggiato dal Mogliano. Nel 2002  passa al Petrarca e nel 2004 viene ingaggiato dal Benetton Treviso, con il quale si laurea campione d'Italia nel campionato 2005-06. Già nazionale di rugby a 7 con l'Italia, passa al Rovigo nel 2006.

## Palmarès
- Campionati italiani: 1
Benetton Treviso: 2005-06